# ایژا وی‌ایرا
اِیژا وی‌اِیرا (انگلیسی: Asia Vieira؛ زادهٔ ۱۸ مهٔ ۱۹۸۲) بازیگر اهل کانادا است. از فیلم‌هایی که وی در آن‌ها نقش داشته است، می‌توان به مادر خوب و مجموعه آیا از تاریکی هراس دارید؟ اشاره نمود.